# 抗战主力之争
抗战主力之争，或称为領導抗戰之争、抗日战争领导权争议:104、抗日战争主导权之争:71，是抗日战争结束后，中国国民党、中国共产党之间，对谁领导中国展开对日军事抗争、最终取得抗日战争胜利的政治争议。至馬英九政府时期，抗战主力之争仍是中華民國政府与中国共产党主政的中华人民共和国政府之间的争议。
中華民國政府和中华人民共和国政府及其支持者皆宣称己方领导了抗日战争、展开对日军事行动，带领全国民众取得胜利，对方则是消极抗战。对于中国共产党而言，其在抗战的领导地位，被视为其执政合法性基础之一。到2010年时，除中国共产党或中国国民党领导取得抗战胜利，以及两党共同领导、分别领导、阶段性领导取得抗战胜利的观点争议外:104—107，还存在苏联出兵（东北亚）决定中国抗战胜利，以及美国赢得对日军事胜利，客观上决定了中国抗战胜利的观点。

## 历史背景
中华民国政府的前身国民政府（以下简称国府）在抗日战争期间，被视为代表中国的唯一合法政府，蒋介石作为國民政府軍事委員會委員長，是實質上的国府最高领袖。中国共产党在第一次国共合作失败后，早已走上武装革命之路。国共双方本已势同水火，但日本侵华逐步扩大的现实和1936年西安事变的和平解决，促成了第二次国共合作。1937年国共谈判后，中国共产党及其领导的中国工农红军接受国府改编，成为國民革命軍（简称国军）的一部分，是为八路军、新四军。红军改编后仅名义上归属国军，仍由中国共产党独立领导，亦拥有了合法地位。
1941年12月，珍珠港事件后，美国对日本宣战，与中国成为盟友。1943年时，同盟国在战场上进入战略反攻阶段。太平洋战场上，以美军为主力的盟军节节胜利，消灭了日本大部分有生军力，而在中国战场，国府却在1944年的豫湘桂会战中溃败，声望受挫。亦与中共军队于1944、45年在中国北方取得的战果形成鲜明对比。在华北等地的中共军队此时已转入战略反攻阶段。山东根据地1944年对日大反攻中，胶东军区部队在8月底9月初秋季攻势作战中，收复文登县、荣成县两县县城，是全国沦陷区中，中国军队最早彻底收复的县城。9月14日，中国远征军经过一百多天苦战，收复腾冲县，是为国军第一个彻底光复的县城。
1945年，随着盟军逼近日本本土，国军开始进入反攻，在广西发动桂柳戰役，收复失土。至1945年8月，日本宣布投降之时，国府已收复此前沦陷于日军之手的數座大城市，如柳州、桂林與福州，然中国经济中心——上海，前首都——南京等仍還在日軍佔領之下。同时，进入反攻阶段后，国军战绩取得相當大的斬獲，掌握了戰場主動權。雖有指稱“在1945年7月15日至8月15日期间，在江西、福建等地不断有县城沦陷于日军之手。同一时间，中共在北方则不断收复沦陷区与县城。”的說法，但實際上國軍在1945年5月底至8月15日所發起的一系列反攻不僅幾乎收復廣西全境（包括桂林與柳州等重要城市），且在江西從南雄攻抵南昌，並奪回沿海地區多處口岸，如福州、長樂、連江、永嘉等，且對雷州半島日軍形成壓制之勢。

## 争议演变

### 初始
抗战期间，国共双方虽有共同目标，但因各自利益而摩擦不断。1938年武汉会战后，中日双方进入战争相持阶段，国共摩擦更为剧烈其后，国民政府指责中国共产党消积抗战的说法开始出现，即七分发展、二分应付、一分抗日。或称中共在敌后战场的游击战是“游而不击”。
侵华日军士兵藤原彰回忆说：“至今为止，在与八路军的战斗中，我倒不觉得对方的火力有多可怕。除了近距离狙击或者因为进入了伏击圈而遭到的集中火力射击之外，也不能说有特别大的威胁。跟后来打通大陆交通线时的作战对手——新编成的国民党主力部队相比，还是有天壤之别的。”
1941年皖南事变后，作家海明威评论说：“为他们的党著想，中共当然要想法扩展，不论他们在纸面上接受什么领土限制。”由於中共“善於宣传，使美国对他们在抗战中起的作用，产生了名不副实的印象。中共是起了不小的作用，但是中央政府军队的作用胜过他们一百倍。”海明威还说，“根据我在西班牙(内战裏)的经验，共产党总是拚命给人假象只有他们在努力作战。”
1945年，中国共产党中央委员会主席毛泽东在中共七大报告《论联合政府》一文中，提出：共产党领导的武力和民众已成了抗日战争中的中流砥柱。8月13日，毛泽东发文，指抗战胜利属于人民，蒋介石在抗战时期“袖手旁观，等待胜利，保存实力，准备内战。”抗战胜利，从峨眉山下山摘桃。8月15日，日本无条件投降。国共摩擦随即演变为国共冲突，后升级为第二次国共内战。国府失败致使国府迁台，两岸分治。取得战争胜利的中国共产党则在1949年建立中华人民共和国，主政至今。

### 中华人民共和国建立初期
中国共产党主政中国大陆后，一直沿袭毛泽东的论点——中国共产党为抗战的“中流砥柱”，更将中国国民党及国府定位于积极剿共、消极抗日。中国大陆学界长期将蒋介石的安內攘外主张归为“不抵抗政策”，视为“只剿共，不抗日”的妥协、投降政策。又因中华人民共和国建国伊始即与美国长期对立的缘故，在政治宣传中，较少提及美国及美军在对日战争中的重要作用，以致过分夸大中国共产党及军队在抗日敌后战场的作用。
1956年9月24日，中共中央主席毛泽东会见参加中国共产党第八次全国代表大会的南斯拉夫共产主义者联盟代表团时，谈到中国在二战中的作用时，说“第二次世界大战中我们是一个支队，不是主力军。”但这一观点并未被过多的宣扬。

### 改革开放后
中华人民共和国对国府抗战“下山摘桃”的评价持续到文革结束。1978年起中华人民共和国推行改革开放，政治氛围日渐宽松。中国大陆学界中，对国府抗战研究长期空白的状态结束。1980年代后，因新论著、史料不断出现、发布，中国大陆学界观点产生变化:110。对中国国民党暨中华民国的抗战历程给予一定肯定。但有指一些大陆媒体沿袭中华民国（台湾）方面资料，对中华民国战绩过于夸大。在中国大陆的历史学研究领域中，形成盲目提高中国国民党的政治地位和作用、贬低中国共产党地位和作用的风气:111。
至今，中国大陆学界和政府说法，指中国共产党是抗战中流砥柱，功劳为国共所有，不分主次。中国大陆民间舆论观点大抵与中华人民共和国政府相同，进入网络时代后，中文网络上开始发出不同声音。国府（国军）抗战主力论在中文网络:109和中国大陆民间舆论获得部分认同。2009年，华夏文摘刊文《八年抗战，共产党军队到底打死了多少鬼子？》，以国军、共军和日军公开的阵亡数字进行估算，指国军击毙日军约40万，共军击毙日军在1万6到2万6之间。亦有指国军战绩被中文网络过度神话，钓鱼文《国军52军浴血诺曼底》被视为批驳国军神话的例子。另一方面，在中国共产党和中华人民共和国政府公信力缺失的背景下，贬损中国共产党及中共军队抗战战绩的论点在网络上不断出现。即使中共支持者撰文反驳后，各类伪史、谣言仍被中文网络舆论引为信史。中国大陆学者卢毅认为此类社会舆论观点，一是来源于对长期片面宣传的反弹，二是因相关研究停滞，缺乏正面回应:111—112。
中国大陆学者卢毅将抗日战争领导权的争议归纳为：一、中国共产党领导说，中国大陆学界主流观点；二、中国国民党领导说，中华民国（台湾）学界观点；三、共同领导说，最早在1984年全国抗日根据地问题讨论会上提出；四、分别领导说，1985年中国现代史第四次学术讨论会提出；五、领导权转移说。还有一类观点，不赞成再争议“领导权”问题:104—108。

### 2015年以后
2015年，时值抗日战争胜利七十周年之际，中华人民共和国政府除9月3日在北京天安門举办大閱兵外，此间更展开一系列政治宣传。中国共产党领导下中国取得抗战胜利这一论点被不断重申，于是台海两岸之间关于抗战主力之争论战再起。中华民国陆军退役上将郝柏村围绕抗战主力之争发表言论，重申中华民国政府领导正面战场抗战。其后，中国人民解放军国防大学教授徐焰发文反驳。中华人民共和国方面亦有其他学者围绕这一主题发表文章。外界亦有评论将中国共产党主导的抗战纪念活动称为“荒谬”。
中华民国国防部在8月28日发表声明，指：八年抗战是中华民国政府主导，由蒋介石委员长领导全国军民浴血奋战，其历史真相绝不能以任何方式扭曲与篡改。劝诫国军退役袍泽不要前往中国大陆参加中国纪念抗战活动，维护国家及历史的尊严。中共中央总书记习近平在九三阅兵讲话时，只是笼统提到中国人民经过斗争取得抗战胜利，未如前例提及中共为抗战中流砥柱，更未涉及国共抗战功劳。9月5日，鲍彤表示，指抗战真实的历史是，接受共产党领导的军民，和不接受或拒绝接受共产党领导的军民一样，全体都在当时的抗日战争中进行着英勇的斗争。“毛（毛泽东）单独给一部分人戴上‘中流砥柱’的桂冠，意味着对大多数人的敌视、违反事实，分裂了抗日力量。他认为习近平此次讲话，没有随声附和前人的错误论断，发人遐思。错而能改，理应成为新的开端。
2017年1月，中华人民共和国教育部宣布，将教科书上的“八年抗战”改为“十四年抗战”。这一改动，被中华民国方面媒体视为争夺抗战话语权。
2019年7月6日，代表共青團的官方帳號在內地的多個社區平台上再次發表文章，駁斥有關“八路軍消極抗日”——“抗战毙敌仅851人”的說法，並在文章的結尾強調："无论是国民党军队在正面战场与日军的22次会战，还是共产党军队深入敌后的规模不大但数以万计的游击战，都值得我们铭记。"。
2020年9月，时值抗日战争胜利七十五周年之际。中共中央党史和文献研究院院长曲青山在《求是》发文，除中国共产党“是全民族团结抗战的政治领导核心”的论点外，他认为中国共产党开辟的敌后战场和领导的人民抗日武装“是坚持抗战和夺取抗战胜利的决定性力量”，“逐步成为全国抗战的主力，促使中国渡过最为艰难的相持阶段”，亦是战略反攻阶段的决胜力量。而纪念抗日战争胜利，“要牢记中国共产党的中流砥柱作用是中国人民抗日战争胜利的关键，就是要坚持中国共产党领导，就是要坚决维护习近平总书记党中央的核心、全党的核心地位[……]”

## 其他观点：苏联或美国决定了对日胜利
有舆论观点认为，1945年时，苏联出兵东北亚和美国的核打击（广岛核爆、长崎核爆）对取得抗日战争胜利有重要意义。由此产生“苏武论”、“屈原论”。有作者称为苏联“参战决定论”、美国“原子弹决定论”:60。一般指苏武论、屈原论在抗战胜利当年即产生:104。有说法，这一论调可追溯至1945年8、9月间的陪都重庆新闻界庆祝抗战胜利的宴会。以“日本投降的原因”为谜面，以中国历史人物为谜底进行解谜。谜底“屈原”，即美国投下原子弹（广岛核爆、长崎核爆），日本无条件投降。谜底“苏武”，即苏联出兵东北亚，日本战败，随后宣布投降:71。
2014年时，外交学院国际关系研究所周永生教授表示，即使没有苏联出兵，即使没有美国对日本扔下核武器，中国的抗日战争仍然能获得最后的胜利，这一点毫无疑问，只不过获得胜利的时间要进一步延长。中国人民抗日战争纪念馆副馆长李宗远的观点不同。李指出，国共两党抗战争议产生的“日本自动投降论”，以及“屈原论”、“苏武论”，不符合历史事实，极大贬低中国打败日本的作用和地位，更否定中国——东方主战场为世界反法西斯战争的胜利做出的巨大贡献。“我们必须以胜利者的姿态，应该在每年的9月3日举行活动，隆重纪念抗战胜利，大力宣传中国是抗击日本、打败日本的决定性力量的历史事实，应摒弃历史虚无主义，以实事求是的态度研究历史，学习历史。”
2015年8月美国之音网站登载，由美国智库哈德逊研究所客座研究员韩连潮撰写的文章指，基于美国战胜日本的历史事实，“美国才是抗日的中流砥柱”。他指美国在最终战胜日本起到关键作用，美国对日本的军事打击，最终从根本上改变了战争格局。亦有中华人民共和国学者表示认同，指在中国以往的政治宣传中，否定美国贡献，夸大中国方面战果。认为中国必须正视抗日战争期间中国国力、军力远逊于日本的事实，客观看待历史。
不过在1995年安徽人民出版社印发由熊宗仁撰写的《何应钦晚年》却宣称日军大将冈村宁次明确对何应钦说：“過去和日軍打過仗的，中國軍隊最强，俄、英、美次之。”。且韓連潮在文章中嚴重貶低中國戰績，誣指抗戰期間中國軍隊未曾殲滅任何日軍步兵聯隊，然根據日本戰後出版的部隊史《若松聯隊回想錄》所載的步兵第65聯隊在華作戰8年所接收補充人員次數與人數可看出，僅該聯隊就在淞滬會戰、武漢會戰、隨棗會戰、冬季攻勢、常德會戰、豫湘桂會戰等多次戰役遭遇國軍殲滅性打擊，以至於在多次戰役期間與之後必須接收極多補充人員填補因陣亡與重傷致殘產生的大量永久性減員缺額（可恢復之傷兵不在補充範圍內），韓連潮在文中亦誣指國軍在各大戰役造成的日軍傷亡均不超過6,000名，然日軍中國派遣軍編制主任山田義次在一號作戰前根據中國派遣軍10多次主要作戰的損害進行研究，評估一號作戰應需要17萬名補充人員（經短暫治療即可返回崗位繼續作戰的輕傷者應不在補充範圍），以此可見日軍在歷次大型會戰之作戰傷亡人數動輒數以萬計，遠高於韓所誣稱的不到6,000名，而日軍在一號作戰的湘桂部分之陣亡與病死人數也超過10萬，更有甚者，韓於文中稱日軍在華作戰從無敗績，然實質上國軍在台兒莊戰役、萬家嶺戰役、隨棗會戰、崑崙關戰役、上高會戰、第三次長沙會戰、常德會戰、湘西會戰等多次重大戰役均取得無可質疑的重大勝利，足見韓文嚴重低估中國戰力與戰績，偏見極深。

## 备注
1. ↑  中国国民党及其支持者指中国共产党消极抗战，即七二一方針、“游而不击[5]”。中国共产党及其支持者指中国国民党消极抗战，即安內攘外、“下山摘桃[6]”。
2. ↑  赵开开、郑曙村文章[7]原文：一、中国共产党执政合法性的来源与构成……（二）中国共产党执政合法性的来源与构成 党的十四届四中全会指出：“中国共产党成为执政党是历史的选择、是人民的选择。”。“中国共产党的合法性源自于历史，是人心向背决定的，是人民的选择。”1.中国共产党的执政合法性的来源：源自历史……（中国共产党）号召全国抗日，带领全国人民将入侵者赶出中国。
3. ↑  国民政府名義上最高领袖——國民政府主席為林森，蔣介石在1943年接替。
4. ↑  抗日战争期间，沦陷于日军之手的县城中亦有被中国军队（包括中共军队）光复后，再度沦陷的情况。如山东省的掖县。
5. ↑  环球视野网的文章提及沦陷于日军的县城顺序：7月15日福建省云霄县城，7月15日浙江省金华县（洗劫），7月19日江西省万安县城，7月20日福建省诏安县城，7月21日江西省吉水县城，7月23日江西省泰和县城（江西省政府所在地），7月24日广西省凭祥县城和镇南关，7月27日江西省万载县城，7月29日江西省吉安县城，7月30日江西省上高县城，8月1日江西省奉新县城、高安县城，8月2日江西省峡江县城，8月3日江西省新淦县城，8月6日江西省清江县樟树镇（今樟树市前身），8月7日江西省清江县全境，8月8日江西省丰城县[9]。有指[10]1945年7、8月间，日军在江西境内的攻势实际上仅是日军第34、40师团（日本陆军乙种师团）的行军转进。第40师团所参加的即是赣江追击战。另，广西省全县（全州）在8月14日的二度沦陷于日军之说，有争议。有观点认为仅是国军反攻全县失败，而非全县沦陷[11]。
6. ↑  来源于《毛泽东文集》第七卷，人民出版社1999年版[17]。